# Парма (округ)
Округ Парма (итал. Provincia di Parma) је округ у оквиру покрајине Емилија-Ромања у северној Италији. Седиште округа покрајине и највеће градско насеље је истоимени град Парма.
Површина округа је 3.449 км², а број становника 433.154 (2008. године).

## Природне одлике
Округ Парма се налази у северном делу државе, без излаза на море. Северна половина округа је равничарског карактера, у области Падске низије. Јужни, већи део чине планине северних Апенина. Најважнија река у округу је По, као северна граница округа. Друга битна река је мања река Таро, која тече његовом средишњим делом.

## Становништво
По последњим проценама из 2008. године у округу Парма живи око 430.000 становника. Густина насељености је велика, око 125 ст/км². Северна, равничарска половина округа је знатно боље насељена, нарочито око града Парме.
Поред претежног италијанског становништва у округу живе и велики број досељеника из свих делова света.

## Општине и насеља
У округу Парма постоји 47 општина (итал. Comuni).
Најважније градско насеље и седиште округа је град Парма (182.000 ст.) у средишњем делу округа. Други по величини је град Фиденца (24.000 ст.) у западном делу округа.